# Onno van Ewsum
Onno van Ewsum (? - 1489) was een hoofdeling in Groningen en borgheer van de borg Ewsum nabij Middelstum.

## Leven en werk

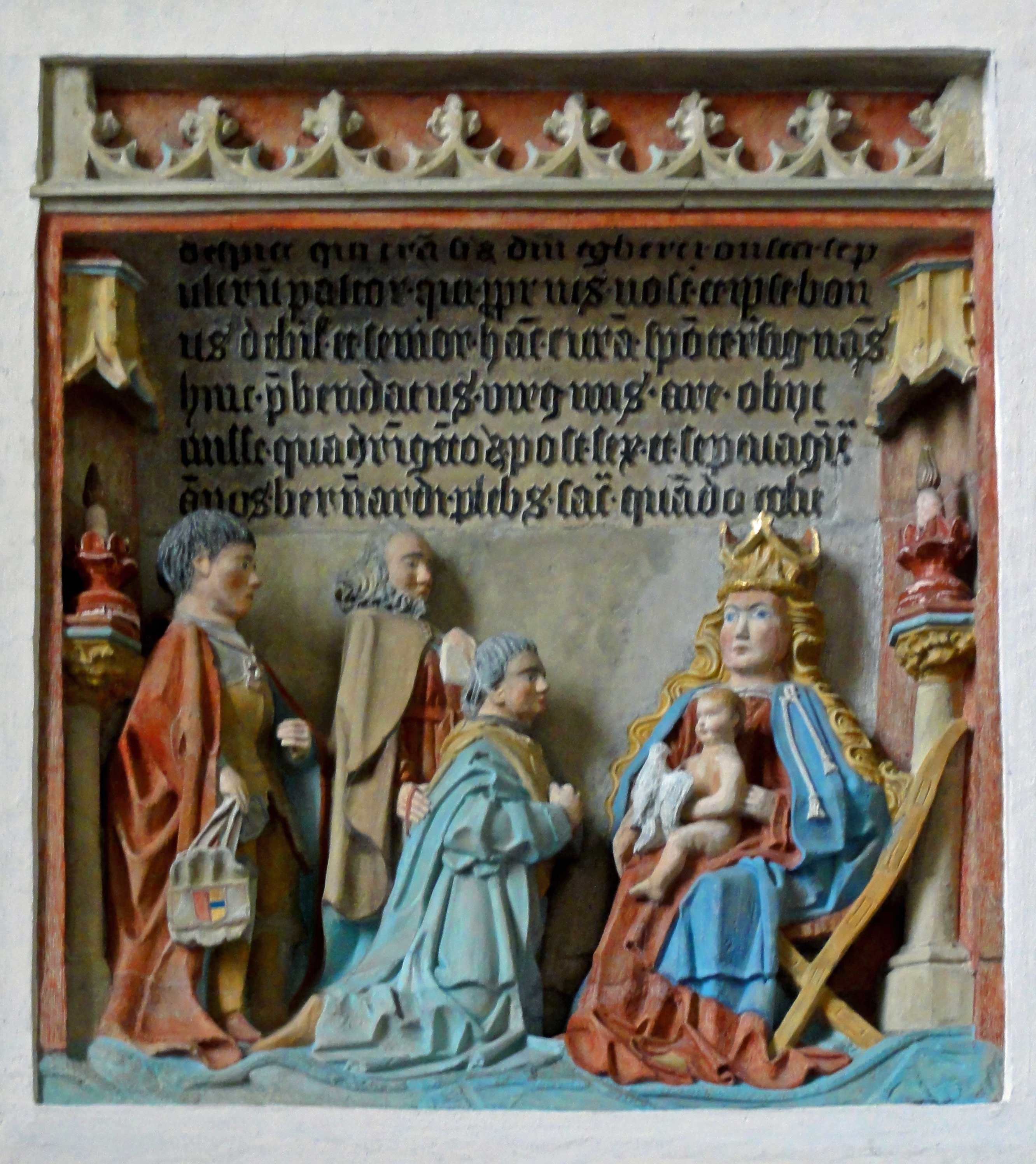
Op dit epitaaf voor de priester Egbert Onsta zou Onno van Ewsum wellicht achter de geknielde priester staan. De figuur links draagt het wapen van de familie Ewsum.

Van Ewsum was een zoon van Hidde Tamminga en van Menneke van Ewsum (ook Ewsema). Hij was een invloedrijke jonker en borgheer uit de Groninger Ommelanden. Hij had een groot aantal bezittingen en rechten in en buiten Groningen. In Drenthe bezat hij onder meer het huis Mensinge te Roden. 
Na studies in Parijs en Keulen maakte hij in 1450 in gezelschap van de oud-burgemeester van Groningen Albert Jarges een bedevaartsreis naar het Heilige Land. Beiden werden tot ridder geslagen. Als dank zou hij opdracht hebben gegeven om de Sint-Hippolytuskerk in Middelstum te verbouwen, waardoor deze kerk zijn gotische vorm kreeg. Van Ewsum stelde als collator van deze kerk de pastoor aan. Als tweede pastoor benoemde hij Egbert Onsta. Op een epitaaf voor Onsta zou wellicht Van Ewsum als stichter van de kerk staan afgebeeld. Van Ewsum stichtte ook één of meer gasthuizen, waaronder een gasthuis in Middelstum. 

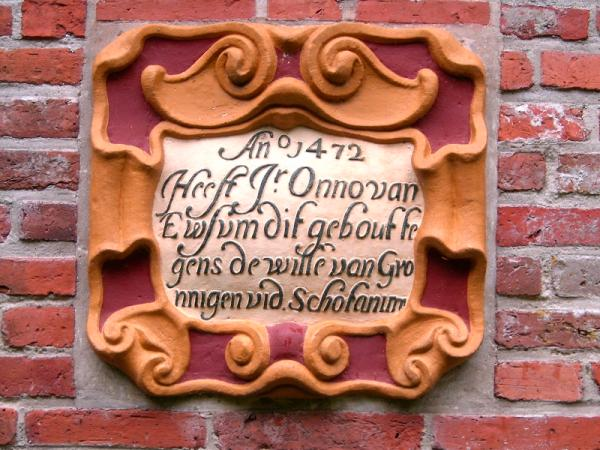
Gevelsteen in de torenmuur

In 1472 versterkte Van Ewsum zijn borg bij Middelstum met een gevechtstoren, tegen de zin van de stad Groningen, die zich bedreigd voelde door Van Ewsum, die bondgenoot was van de Bourgondiërs. Een gevelsteen in de toren vermeldt "An 1472 Heeft Jr. Onno van Ewsum dit gebout tegens de wille van Groningen vid. Schotanim". Na zijn dood zou de stad in 1499 Middelstum plunderen, waarbij ook de borg zwaar werd beschadigd. Na 1506 werd de borg weer hersteld.
Van Ewsum was een geletterd man. Hij had onder meer kennis opgedaan aan het hof van de Franse koning Karel VII en aan de universiteit van Keulen. Hij behoorde tot de humanistische kring van de Abdij van Aduard. In 1479 zou hij een verzameling rechtsteksten, de Codex Hummercensis, hebben laten aanleggen.
Onno gold als leider van de hoofdelingen in de Ommelanden. Vanaf zijn familiegoed in Middelstum bestierde hij zijn landerijen, die bij zijn overlijden 1899 hectare telden, en nog eens 647,5 hectare grond in gemeenschappelijk bezit met de familie Tamminga. Ook was hij eigenaar van huizen in de stad Groningen en beschikte hij over redger-, zijl- en collatierechten in de Ommelanden.
Van Ewsum was getrouwd met Gela Manninga. Hij overleed in 1489. Uit hun huwelijk werden acht of negen kinderen, drie of vier zonen en vijf dochters, geboren.